# François-André Baudin
Pour les articles homonymes, voir Baudin.
François-André Baudin, né à Strasbourg le 2 décembre 1774 et mort dans la même ville le 18 juin 1842, est un marin français. Il est le plus jeune officier à être nommé contre-amiral sous l'Empire, à 33 ans.

## Biographie

### L'expédition Baudin
François-André Baudin participa à l'expédition vers les Terres australes que conduisit son homonyme Nicolas Baudin au départ du Havre à compter du 19 octobre 1800.

Il est lieutenant de vaisseau à bord du Géographe, où se trouvait par ailleurs un aspirant appelé Charles Baudin. le commandant Baudin ne l'appréciait pas et écrivit à son sujet dans son journal de bord : 

« l'officier François-André Baudin était un sujet en perpétuel mécontentement. Quand il n'était pas occupé à ne rien faire, il déblatérait sur tous et sur tout de façon désobligeante. Je le trouvais un jour nonchalamment appuyé sur le cabestan en train de dessiner pendant son quart. Sans un mot, je le renvoyais puis j'ordonnais de modifier la voilure, chose qu'il aurait dû faire deux heures plus tôt. Sans une intervention en sa faveur de mon second de bord, le citoyen Le Bas de Sainte-Croix, ma décision de m'en débarrasser aurait été prise. »

Il fut laissé malade à l'Île-de-France en avril 1801. En fait le jeune lieutenant de vaisseau préfère loger en ville et le commandant Baudin se plaint de ses manquements de tour de garde. Ce prétexte de maladie convenait finalement à tout le monde.

### Marin d'Empire
Sous le Premier Empire, le capitaine de vaisseau François-André Baudin, commandant la frégate la Topaze, ainsi que les corvettes le Département-des-Landes et la Torche et le brick le Faune, capitaines Desmontils, Dehen et Brunet, prennent, dans les eaux de la Barbade, la frégate anglaise la Blanche. Le Faune et la Torche sont successivement capturés par le vaisseau Goliath, la frégate Camille et le HMS Raisonnable. La Topaze, après avoir combattu ce dernier vaisseau, parvient à gagner le Tage.
Il devient le plus jeune marin à être nommé contre-amiral sous l'Empire, à 33 ans. La moyenne d'âge des 44 contre-amiraux de Napoléon est de 42 ans et 2 mois au moment de leur nomination.
En novembre 1809, une division aux ordres du contre-amiral français François-André Baudin, composée des vaisseaux le Robuste, le Borée, de 80 canons chacun, le Lion, de 74, et des frégates la Pauline et la Pomone, ayant reçu mission de conduire de Toulon à Barcelone un convoi de vingt navires pour le service de l'armée française d'Espagne, fut rencontrée par une escadre anglaise, aux ordres du contre-amiral George Martin, de force infiniment supérieure. Voyant que l'ennemi l'avait gagné de vitesse et cherchait à lui barrer le passage, Baudin ordonna à ses bâtiments de serrer fortement la terre ; mais cette manœuvre n'eut d'autre résultat que d'occasionner l'échouement du Robuste et du Lion.
Le capitaine Senèz, qui commandait le Borée, se tenait plus au large, tout en se conformant aux ordres de son chef ; il parvint à passer au milieu de l'escadre anglaise et à s'échapper dans le port de Cette, normalement trop petit pour les vaisseaux de ligne.
Pour soustraire le Robuste et le Lion aux Britanniques, Baudin les fit saborder par le feu près de Frontignan.
Il est inhumé au cimetière du Père-Lachaise (1re division),.

### Vie familiale
Il se maria le 11 septembre 1820 à Brest avec Anne Émilie Riou-Kerhallet (1797-1856), fille de Jean-François Riou-Kerhallet, lequel avait acheté comme bien national le manoir de la Boissière en Edern (Finistère).
Il était l'oncle d'Auguste Baudin (21 novembre 1800 † 1er août 1877), contre-amiral (7 juin 1855), gouverneur et commandant en chef de la division navale de la Guyane française (19 novembre 1855 (en poste le 19 février 1856) - 18 mai 1859), commandant de la Marine en Algérie (26 mars 1860 (en poste le 3 avril 1860 - 4 octobre 1862), Grand officier de la Légion d'honneur (19 septembre 1860).

## État de service
- Mousse (8 octobre 1789) ;
- Aspirant de 3e classe (11 août 1792) ;
- Aspirant de 1re classe (30 juin 1793) ;
- Enseigne de vaisseau (10 décembre 1794) ;
- Lieutenant de vaisseau (28 septembre 1800) ;
- Capitaine de frégate (24 septembre 1803) ;
- Capitaine de vaisseau (19 septembre 1805) ;
- Contre-amiral (31 mars 1808) ;
- Commandant en chef de l'escadre de l'Île d'Aix (17 avril 1808 - 5 septembre 1808) ;
- Commandant d'une division de l'armée navale de la Méditerranée (20 septembre 1808 - 1er juin 1813) ;
- Commandant de la 3e escadre de l'armée navale de l'Escaut (18 juin 1813 - 9 janvier 1814) ;
- Commandant de la flottille et des forces navales de Flessingue (10 janvier 1814 - 2 mai 1814) ;
- Major général de la Marine du 2e arrondissement maritime (26 octobre 1817 - 1er janvier 1833) ;
- Admis en retraite (1er janvier 1833).

## Décorations
- Légion d'honneur :
  - Légionnaire (25 prairial an XII : 14 juin 1804), puis,
  - Officier (11 juillet 1814), puis,
  - Commandeur (5 juillet 1820), puis,
  - Grand officier de la Légion d'honneur (29 octobre 1826) ;
- Ordre royal et militaire de Saint-Louis :
  - Chevalier (29 juillet 1814), puis,
  - Commandeur de l'Ordre royal et militaire de Saint-Louis (20 août 1823).

## Titres
- Baron de l'Empire (16 février 1810).

## Armoiries
| Figure | Blasonnement |
|        | Armes du baron Baudin et de l'Empire Écartelé : au 1, d'azur plein ; au 2 du quartier des Barons militaires de l'Empire ; au 3, de gueules, à une proue de vaisseau d'or, surmontée de deux étoiles du même ; au 4, d'or plein., |